# Johann-Ludwig-Klarmann-Weg
Der Johann-Ludwig-Klarmann-Weg ist ein ca. 115 km langer Wanderweg in Bayern. Er beginnt in der Nähe von Haßfurt und endet nach einem südlichen Lauf in der Nähe von Steinsfeld. Sein Name beruft sich auf den Historiker und Autor Johann-Ludwig Klarmann.

## Verlauf
Der Weg beginnt südlich des Ortes und führt anschließend in den Steigerwald hinein, wo er bereits nach kurzer Zeit, ähnlich wie der Steigerwald-Panoramaweg und der Keltenerlebnisweg, den Zabelstein mit seiner Ruine und seinem Aussichtsturm überschreitet. Danach überquert der Weg noch den Vollberg und den Stollberg, den höchsten fränkischen Weinberg. Nach einigen weiteren Kilometern erreicht er den Ort Ebrach, wo sich der Baumwipfelpfad Steigerwald befindet. Daraufhin passiert der Wanderweg den Ort Gräfenneuses, einen Ortsteil von Geiselwind mit dem Aussichtspunkt Glößberg. Dann erreicht der weiterhin nach Süden verlaufende Fernwanderweg mit dem Friedrichsberg und dem Schwanberg, auf denen jeweils ein Schloss steht, zwei Sehenswürdigkeiten. Nach einigen weiteren Kilometern werden die beiden höchsten Berge des Steigerwalds (Hoher Landsberg und Scheinberg) überschritten. Anschließend verlässt der Weg den naturräumlichen Steigerwald Richtung Ochsenfurter Gau, erreicht kurze Zeit später die Stadt Uffenheim und endet schließlich im Zielort Steinsfeld.

## Orte am Wanderweg
- Haßfurt
- Markt Einersheim
- Iphofen
- Abtswind
- Castell
- Gräfenneuses
- Kleingressingen
- Ebrach
- Handthal
- Michelau im Steigerwald
- Uffenheim
- Gallmersgarten
- Burgbernheim
- Steinsfeld

## Sehenswürdigkeiten

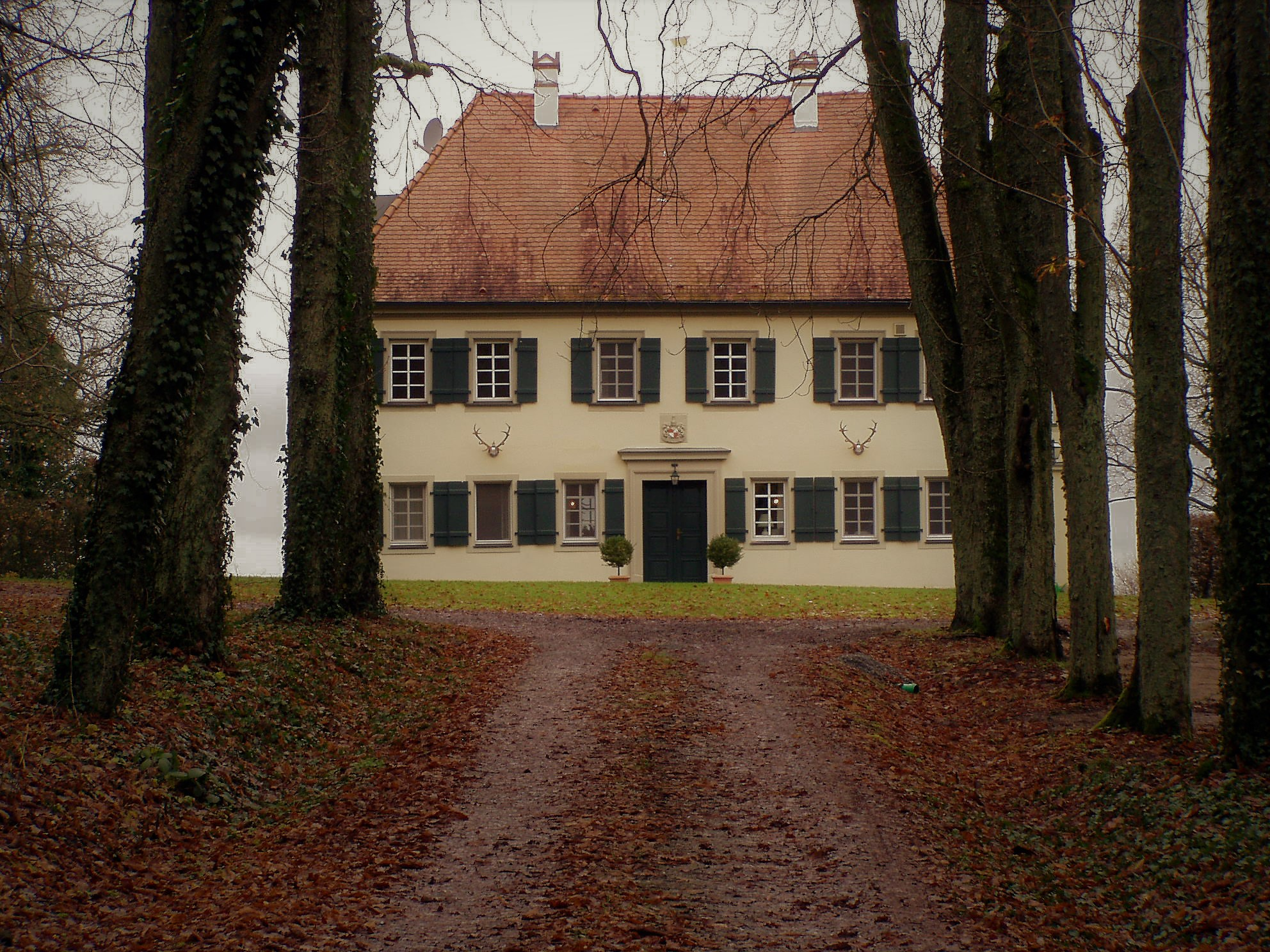
Schloss Friedrichsberg
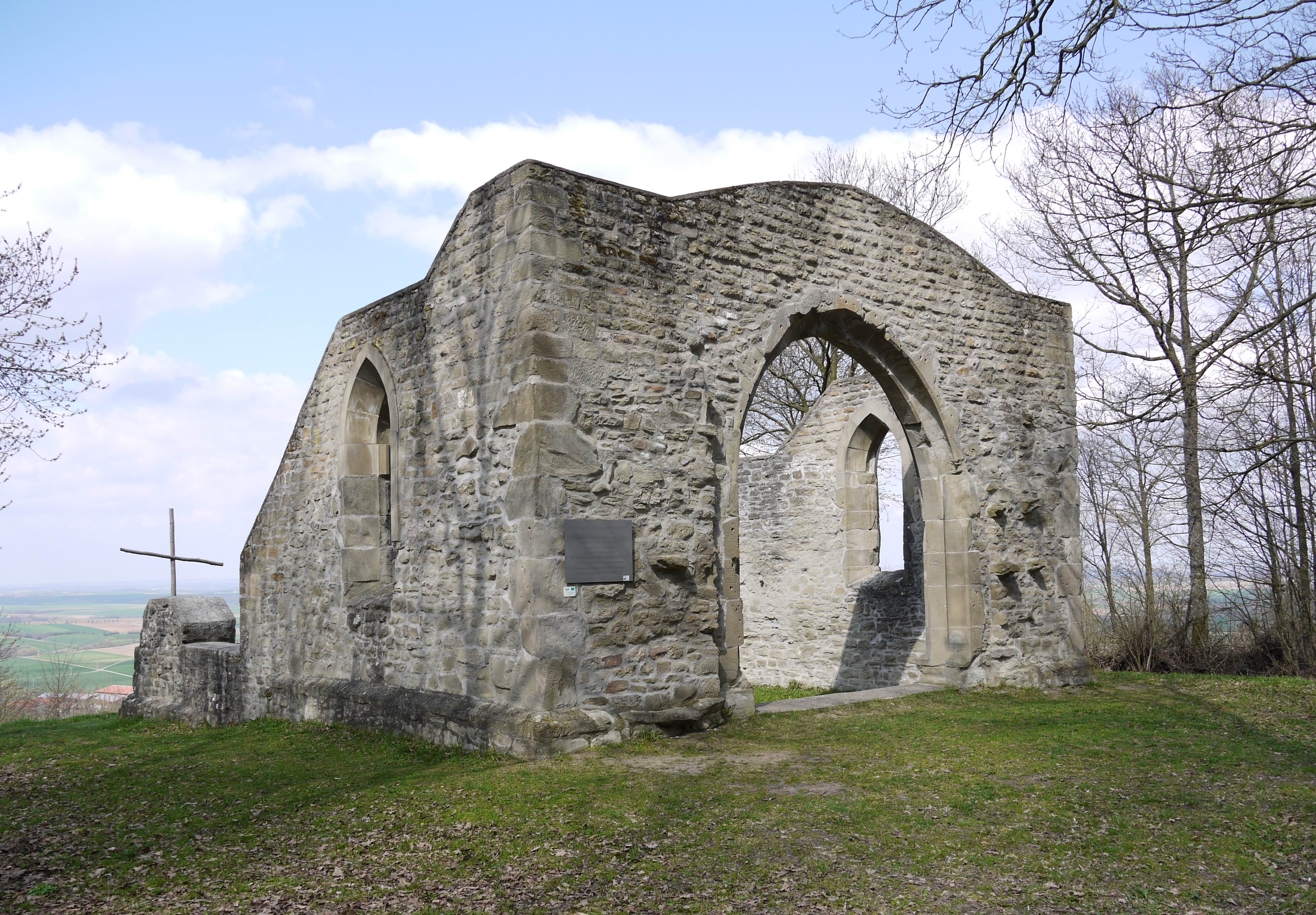
Kunigundenkapelle
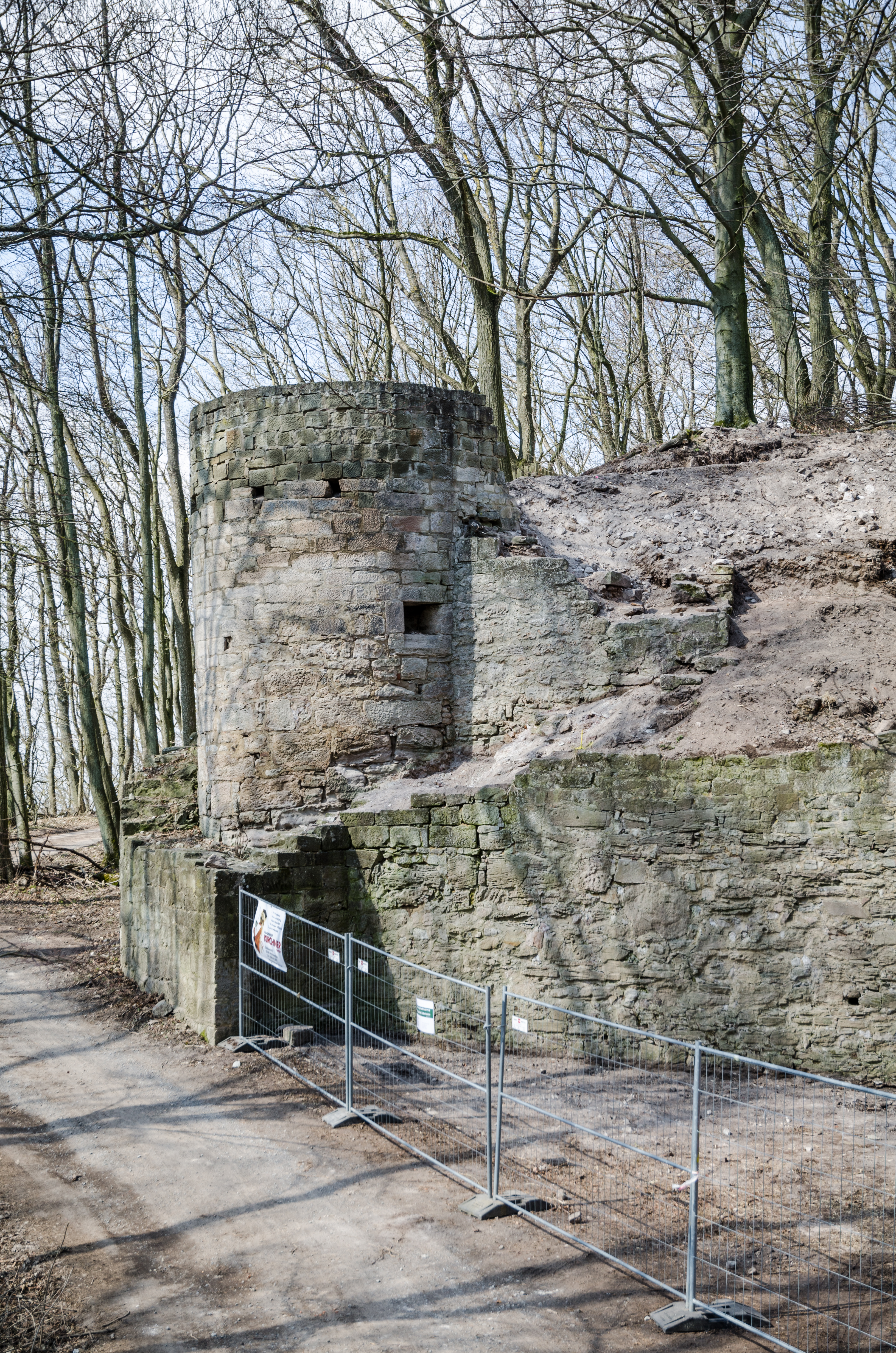
Ruine Zabelstein
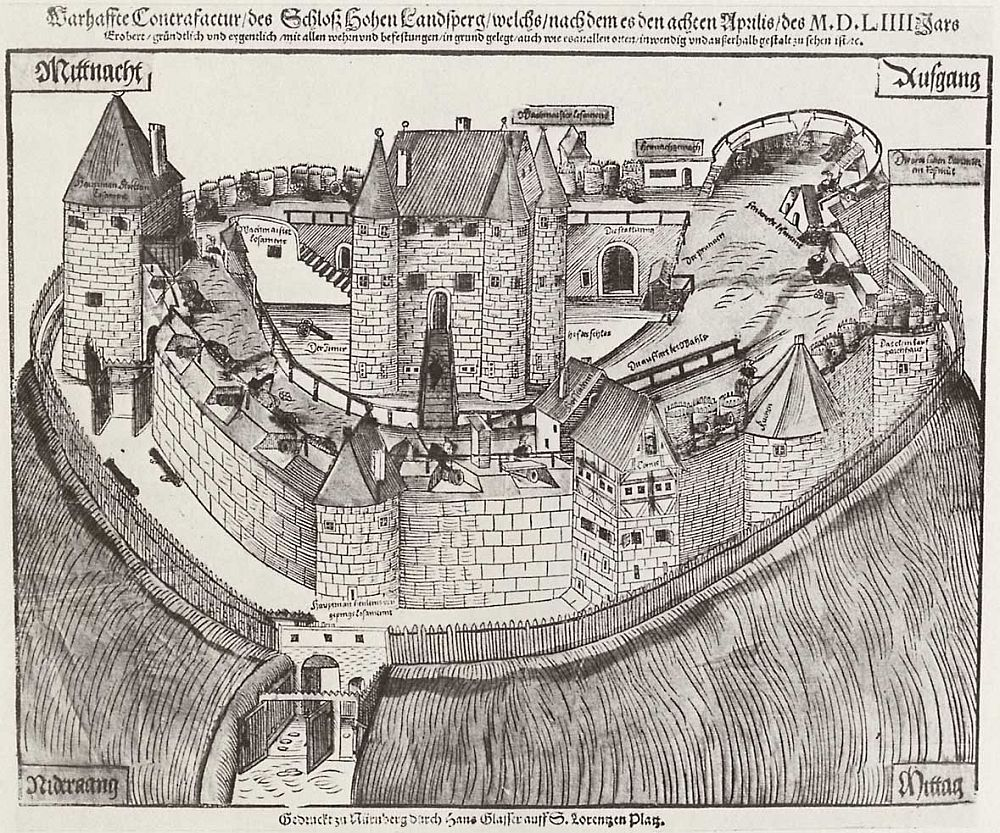
Burgruine Hohenlandsberg
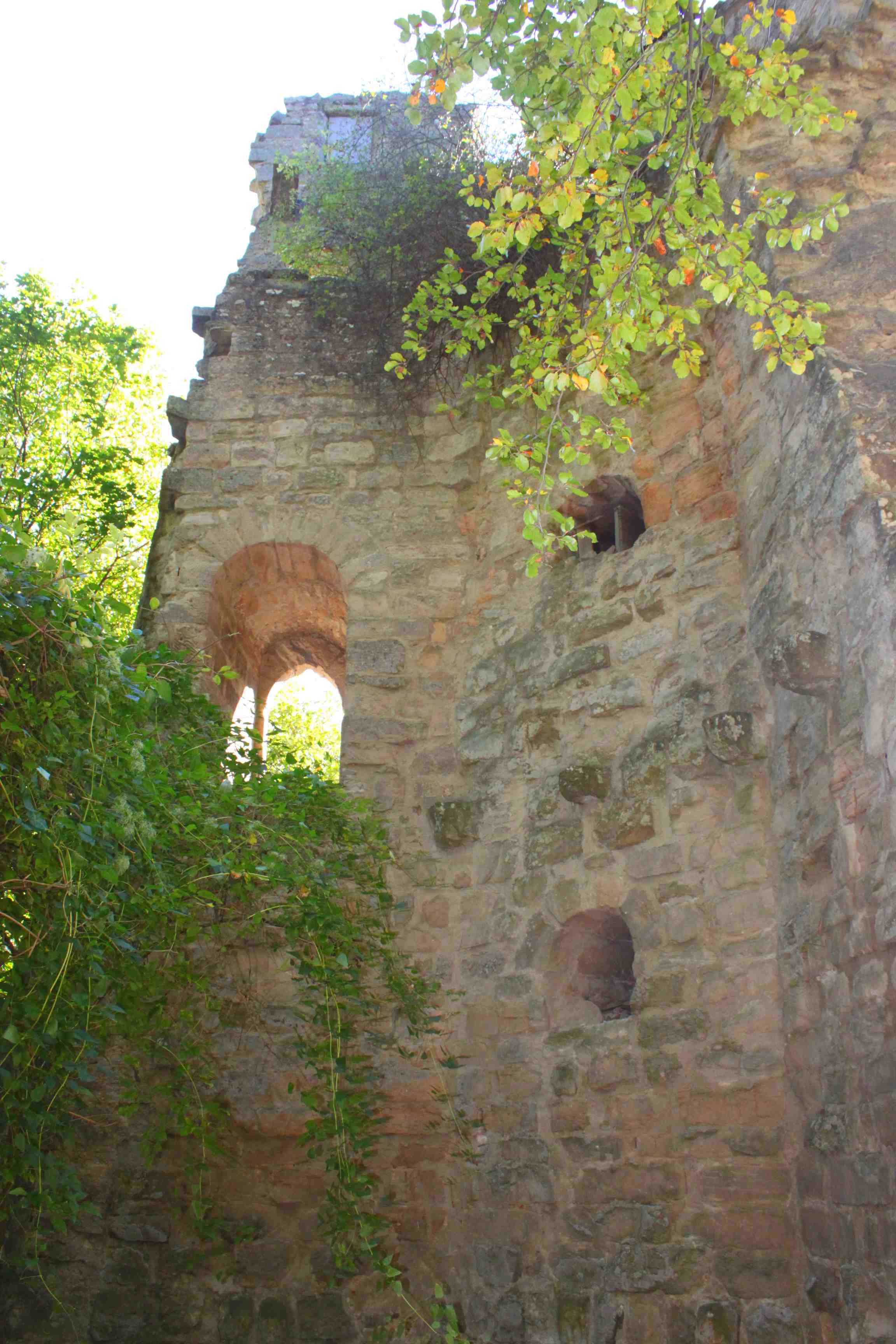
Burgruine Stollburg
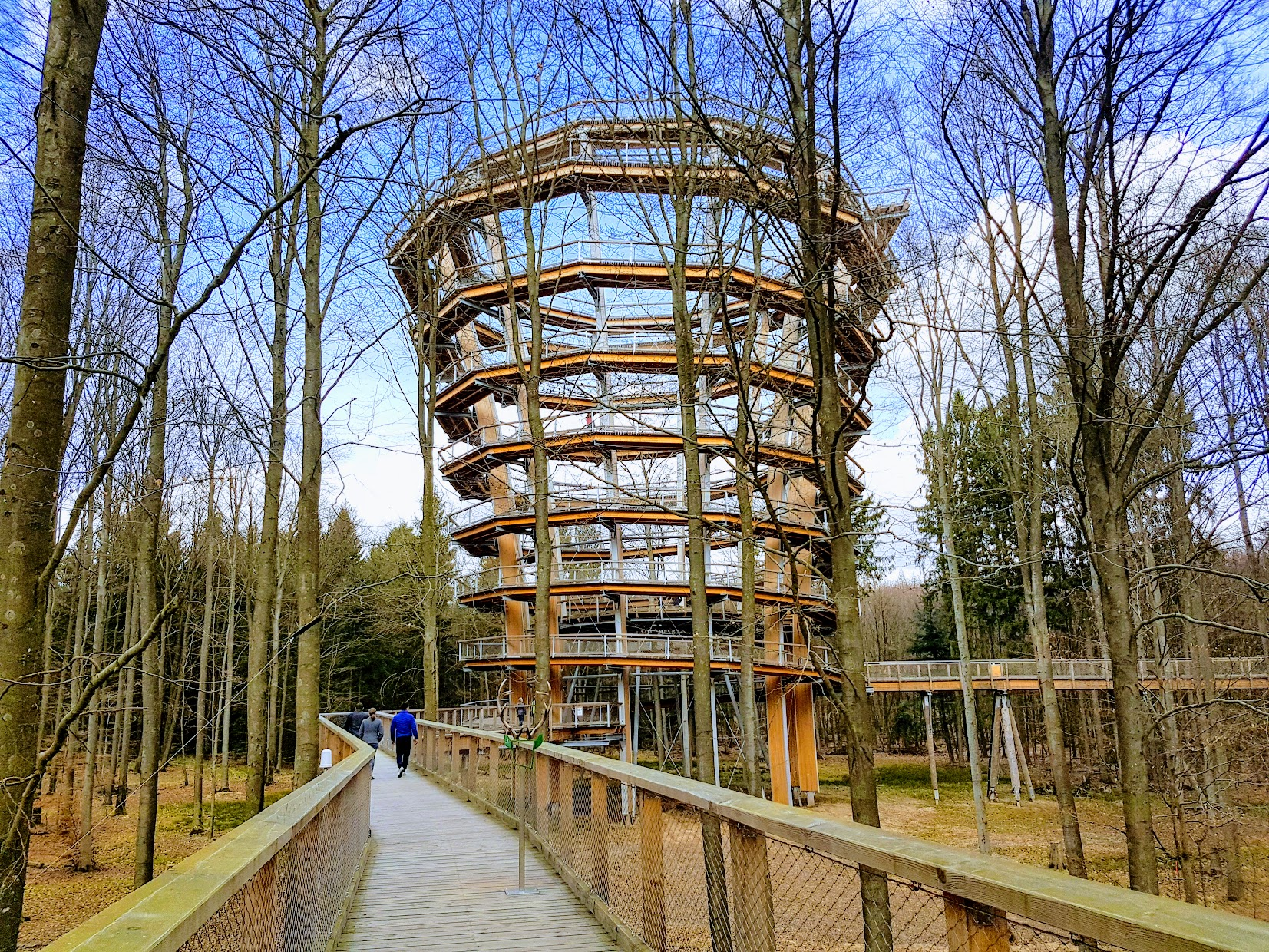
Baumwipfelpfad Ebrach